# Chodź, pomaluj mój świat
Chodź, pomaluj mój świat – piosenka polskiego zespołu 2 plus 1 z albumu Nowy wspaniały świat (1972).

## Informacje ogólne
Piosenka „Chodź, pomaluj mój świat” została skomponowana przez lidera zespołu, Janusza Kruka, natomiast słowa napisał Marek Dutkiewicz, autor tekstów i dziennikarz. Stylistycznie utwór utrzymany jest w gatunku pop-folk. Pierwotnie wykonywany przez zespół już w 1971 roku, został wydany dopiero w roku 1972 na debiutanckiej płycie 2 plus 1 Nowy wspaniały świat. W tym samym roku piosenka ukazała się także na pocztówce dźwiękowej.
Utwór stał się jednym z największych przebojów w całej karierze zespołu. Należy także do grona najpopularniejszych polskich piosenek – zajął 82. miejsce w Topie Wszech Czasów Radia Złote Przeboje, a w roku 2008 zajął 56. miejsce w programie 66 niezapomnianych piosenek emitowanym na antenie TVN Style.

## Teledysk
Istnieją co najmniej dwa teledyski nagrane do utworu. Oprócz wideoklipu studyjnego z 1971 roku, istnieje także teledysk przedstawiający zespół wykonujący piosenkę na żywo podczas festiwalu w Opolu, z ujęciami prezentującymi modelowanie barwnego szkła.

## Pozycje na listach przebojów
| Lista                                 | Pozycja |
| ------------------------------------- | ------- |
| Rozgłośnia Harcerska                  | 1       |
| Lista Przebojów Rozgłośni Harcerskiej | 3       |
| Lista Przebojów Studia Rytm           | 1       |

## Inne wykonania
- Czeska piosenkarka Marie Rottrová nagrała czeskojęzyczną wersję piosenki pt. „Namaluj můj svět” w 1973 roku[7].
- Polski zespół Venus nagrał cover piosenki na swoją płytę Zakazany owoc z 1999 roku[8].
- Zespół Milkshop nagrał cover utworu na potrzeby serialu Magda M. w 2005 roku. Znalazł się on później na ich płycie Marzyciele.
- Własną wersję w 2005 roku wydał także zespół Goya[9].
- Patrycja Markowska umieściła własną wersję piosenki na swoim albumie pt. Patrycja Markowska z 2010 roku.
- W 2012 roku grupa De Mono nagrała cover piosenki, utrzymany w stylistyce reggae, który ukazał się na albumie Spiekota[10].